# Бротонс, Сальвадор
Сальвадор Бротонс-и-Солер (род. 17 июля 1959, Барселона) — испанский композитор, дирижёр и флейтист.

## Начало карьеры
В 1967 году поступил в консерваторию Барселоны, где получил образование по трём специальностям: дирижирование, композиция и флейта. Спустя 10 лет активного развития музыкальной карьеры, в 1977 году стал главным флейтистом национального оркестра Каталонии. В 1985 году Бротонс переехал из Испании в США, чтобы обучаться в Флоридском университете, получив стипендию Фулбрайта. После окончания университета и получения докторской степени в музыке  Бротон переехал на запад США, чтобы преподавать музыкальную литературу и историю, а также оркестровое дирижирование в Университете штата Орегон в Портленде. С 1987 по 1997 год был дирижёром симфонического оркестра этого университета.

## Работы и награды
На 2023 год, Бротонс создал 143 произведения и 16 записей. Большая часть из них была написана специально для оркестров и камерных ансамблей. В 1977 году он получил свою первую награду: Премию Национального оркестра Испании за произведение «Cuatro Piezas para Cuerdas». Получил премию города Барселоны дважды: за свою первую симфонию в 1983 году, и за произведение «Absències» в 1986 годах. В тот же год он был удостоен премии Юго-Восточной лиги композиторов за произведение «Sinfonietta de Camara». Через год Бротонс получает Премию композитора для хора флейтистов Мэдисонского университета за сочинение «Сюиты для флейты Опус 41» в 1987 году и премию королевы Софии за композицию в 1991 году за «Virtus of Orchestra». Записи произведений Сальвадора Бротонса были выпущены такими музыкальными лейблами, как Naxos, EMI, Albany Records, RNE и Harmonia Mundi, однако большая часть его музыки была опубликована музыкальной компанией Brotons & Mercadal, которую он же и основал в 2001 году. Выступал в таких странах, как Израиль, Франция, Германия, Китай, Польша, Уругвай, Южная Корея, Мексика и Колумбия.

## Личная жизнь
С 2001 года Бротонс преподает и дирижирует в Музыкальном колледже Каталонии. В настоящее время проживает в Барселоне, вместе со своей женой, доктором Мелиссой Бротонс.